# ФК Леотар
ФК Леотар је фудбалски клуб из Требиња у Републици Српској у Босни и Херцеговини. Такмичи се у Премијер лиги БиХ, и први је освајач овог такмичења у историји.

## Историја
Клуб је основан 1925. године. У Југославији такмичио се Другој савезној лиги. Иако је најчешће био у врху никад није успио да је освоји. Свој највећи успјех ФК Леотар је постигао у сезони 2002/03 када је освојио прво мјесто у Премијер лиги Босне и Херцеговине и пласирао се у квалификације за Лигу шампиона.

## Стадион Полице
Леотар своје утакмице игра на стадиону Полице који је комплетно обновљен 2003. године прије утакмице у квалификацијама за Лигу шампиона. Капацитет стадиона је 4.500 сједећих мјеста. Стадион је такође обновљен и пред нови наступ фудбалера Леотара у Премијер лиги БиХ 2021. године, постављене су комплет нове столице, урађена атлетска стаза, семафор, унутрашњост свлачионица, проширене прес ложе, асфалтиран и затворен јужни дио стадиона, а у плану је реновирање терена и постављање рефлектора.

## Успеси клуба
- Премијер лига Босне и Херцеговине (1)

Првак — 2002/03.
- Прва лига Републике Српске (1)
  - 2001/02 Првак
- Куп Републике Српске (3)
  - 2001/02, 2003/04, 2020/21. Освајач

## ФК Леотар у европским куповима
| Сезона  | Такмичење     | Коло       | Држава | Клуб               | Резултат |
| ------- | ------------- | ---------- | ------ | ------------------ | -------- |
| 2003/04 | Лига шампиона | 1 коло кв. |        | CS Grevenmacher    | 0-0, 2-0 |
|         |               | 2 коло кв. | Чешка  | Славија Праг, Праг | 1-2, 0-2 |

## Састав екипе у сезони 2021/22
| Бр. |                     | Позиција | Играч               |
| --- | ------------------- | -------- | ------------------- |
|     | Босна и Херцеговина | Г        | Ристо Перишић       |
|     | Босна и Херцеговина | Г        | Мићо Вукановић      |
|     | Босна и Херцеговина | О        | Владимир Арсић      |
|     | Босна и Херцеговина | О        | Андреј Ђурић        |
|     | Босна и Херцеговина | О        | Огњен Шешељ         |
|     | Босна и Херцеговина | О        | Игор Атељевић       |
|     | Србија              | О        | Никола Пребирачевић |
|     | Босна и Херцеговина | О        | Зоран Милић         |
|     | Босна и Херцеговина | О        | Милорад Мићуновић   |
|     | Босна и Херцеговина | О        | Давид Чолић         |
|     | Босна и Херцеговина | О        | Ђоко Миловић        |

| Бр. |                     | Позиција | Играч           |
| --- | ------------------- | -------- | --------------- |
|     | Босна и Херцеговина | О        | Давид Чолић     |
|     | Босна и Херцеговина | С        | Стефан Паранос  |
|     | Босна и Херцеговина | С        | Марко Перишић   |
|     | Босна и Херцеговина | С        | Филип Арежина   |
|     | Босна и Херцеговина | С        | Анел Рамић      |
|     | Босна и Херцеговина | С        | Марко Копривица |
|     | Босна и Херцеговина | С        | Огњен Тодоровић |
|     | Босна и Херцеговина | С        | Милош Секуловић |
|     | Босна и Херцеговина | С        | Милош Аћимовић  |
|     | Босна и Херцеговина | Н        | Лазар Зечевић   |
|     |                     |          |                 |